# Бадрак (племя)
Бадрак (баш. бәҙрәк, ног. бадырак, тат. бәдрәк) — башкирское и ногайское племя, участвовавшее в этногенезе башкир, татар, а также ногайцев, активно участвовали в жизни Казанского ханства.

## Родовой состав
Родовые подразделения: алабай, гырышкы, ишкинэ, ярембэт-бадрак, сирмеш (ширмеш), хэшэм, азекэй.
Родо-племенные группы бадрак имеются в составе казахов Старшего Жуза (бадрак-канлы), гиссарских локайцев (бадраглы), турмен-йомудов (бадраг), ногайцев (бадырак) и других. Башкирская группа бадрак наиболее близка к ногайской. Башкиры-бадраки в числе своих предков называют Акмана, о котором в шежере минцев сказано, что он «был из рода мурз», то есть из ногайцев.

## Этническая история
Племя Бадрак древнетюркского происхождения. Племя бадрак, в составе которого в XIX веке было всего три деревни, некогда было многолюдным. До переселения в центральный Башкортостан племя жило в низовьях реки Ик. В этой местности и сейчас есть несколько деревень с названием Бадрак (Бәҙрәк). Также следы данной этнонимии обнаруживаются в Янаульском районе, где есть деревни Бадряш-Актау (Бәҙрәш-Аҡтау) и Бадраш (Бәҙрәш), в Дюртюлинском районе — деревня Таубаш-Бадраково и в Бураевском районе Башкортостана — деревни Большебадраково и Малобадраково. Широкая распространенность названия бадрак на территории Башкортостана также может быть связана с проникновением ногайских групп. Этноним «бадрак» известен у казахов, ногайцев, туркмен и узбеков.
Племя бадрак в этническом отношении в состав собственно табынцев никогда не входила. Включение в состав этнографической группы является следствием исторических событий, в ходе которых в сферу табынского влияния с XII—XIII веков, а возможно и раньше, попали многие группы населения Башкортостана, в том числе и бадракцы.
Родо-племенная группа бадрак в «Своде...» не упоминается, кроме списка 1739 года, где она названа «бурдюк-табын».
В преданиях, а также информаторами при определении родо-племенной принадлежности всегда подчеркивается самостоятельность данного родового образования.
Оригинальная по форме бадракская тамга соответствует тамге ногайского рода бадырак в передаче Н. А. Баскакова. В то же время присутствие родо-племенных групп бадрак в составе нескольких народов (башкир, казахов, узбеков, туркмен, ногайцев), а также уходящая корнями в древность взаимосвязь башкирских бадраков с племенами бишул и кумрук указывают, что истоки происхождения племени бадрак надо искать на востоке, в районе формирования тюрко-монгольских племён.

## Территория расселения
Ныне территория расселения племени входит в Архангельский район Башкортостана.